# Hallam Peak
Hallam Peak är en bergstopp i Antarktis. Den ligger i Östantarktis. Nya Zeeland gör anspråk på området. Toppen på Hallam Peak är 934 meter över havet.
Terrängen runt Hallam Peak är kuperad norrut, men söderut är den bergig. Havet är nära Hallam Peak åt sydost. Trakten är obefolkad. Det finns inga samhällen i närheten. 